# Shalīl-e Pā'īn
Shalīl-e Pā'īn (persiska: Shalīl-e Pā’īn, شَليلِ سُفلَى, شليل پائين) är en ort i Iran.   Den ligger i provinsen Chahar Mahal och Bakhtiari, i den centrala delen av landet, 400 km söder om huvudstaden Teheran. Shalīl-e Pā'īn ligger 1 635 meter över havet och antalet invånare är 451.
Terrängen runt Shalīl-e Pā'īn är bergig åt sydväst, men åt nordost är den kuperad. Runt Shalīl-e Pā'īn är det ganska glesbefolkat, med 38 invånare per kvadratkilometer. Närmaste större samhälle är Dehdez, 15,8 km väster om Shalīl-e Pā'īn. Omgivningarna runt Shalīl-e Pā'īn är i huvudsak ett öppet busklandskap.